# Neusiedl am See (district)
Het politieke district Bezirk Neusiedl am See in de Oostenrijkse deelstaat Burgenland bestaat uit de volgende gemeenten en plaatsen:
- Andau
- Apetlon
- Bruckneudorf
- Kaisersteinbruch
- Königshof
- Deutsch Jahrndorf
- Frauenkirchen
- Gattendorf
- Gols
- Halbturn
- Illmitz
- Jois
- Kittsee
- Mönchhof
- Neusiedl am See
- Nickelsdorf
- Pama
- Pamhagen
- Parndorf
- Podersdorf am See
- Sankt Andrä am Zicksee
- Tadten
- Wallern im Burgenland
- Weiden am See
- Winden am See
- Zurndorf
- Neudorf
- Neudorf bei Parndorf
- Potzneusiedl
- Edelstal
- Rust (Burgenland)
- Mörbisch am See
- Seewinkel